# Автопортрет до спинет
„Автопортрет до спинет“ (на италиански: „Autoritratto alla spinetta“) е картина на италианската художничка Софонизба Ангуисола от 1555 г. Картината (48 х 56,5 см) е изложена в Зала 12 на Национален музей „Каподимонте“ в Неапол, Италия. Използвана е техниката на маслени бои върху платно. 

## История
Картината първоначално е част от колекцията на кардинал Фулвио Орсини. През 1600 г. преминава в колекцията на кардинал Одоардо Фарнезе, тогавашен регент херцог на Парма и Пиченца. Кардиналът притежава четири творби на художничката: две картини: „Автопортрет до спинет“ и „Партия шах“ (сега в Narodowe Muzeum, Познан), и две рисунки: „Момчето, ухапано от рак“ (Музей „Каподимонте“, Неапол) и „Старица, която учи азбуката и ѝ се присмива момиченце“ (Уфици, Флоренция). Колекция „Фарнезе“, част от която е картината, първоначално се съхранява в Кралския дворец на Неапол. Благодарение на наследяването ѝ от Карлос III колекцията през 1838 г. е прехвърлена в Музей „Каподимонте“.

## Описание
В началото на 20 век тази картина е смятана за портрет на Софонизба Ангуисола – дело на Анибале Карачи, докато през 1890 г. Джовани Морели я признава за автопортрет на художничката. Може би името на автора и датата са били в рамката от 16 век, която е изгубена.
Датата и стила на картината са близки до друга такава – „Автопортрет на Софонизба Ангуисола“ (днес в Музей на историята на изкуството, Виена). На картината в Неапол в сравнение с тази във Виена художничката изглежда по-възрастна, но за сметка на това и на двата портрета е изобразена облечена в една и съща рокля и със сходно изражение. Вместо това Кароли смята, че изобразената жена е Лучия Ангуисола – сестра на Софонизба и също художничка, поради приликата на момичето с младата жена вляво в „Партия шах“, дело на Софонизба.
Друга версия на „Автопортрет до спинет“, датирана от около 1559 г., е в Колекция „Граф на Спенсър“ в имението Алторп (Нортхамптъншър, Англия). Най-забележителната разлика е присъствието на заден план в портрета на старата слугиня – същата, който се появява и в „Партия шах“.
„Автопортрет до спинет“ е нарисуван от Катарина ван Хемесен, която пристига в испанския двор през 1556 г., повикана от Мария Хабсбург, сестра на Карл V. Три години по-късно Ангуисола пристига в Мадрид като придворна дама на кралица Елизабет Валоа.